# Terni
Terni là một phố cổ của Italia, thủ phủ của tỉnh Terni phía nam Umbria, trong đồng bằng sông Nera. Đô thị này có cự ly 104 km (65 mi) về phía nam Roma, 36 km (23 mi) về phía tây bắc Rieti và 29 km (18 mi) về phía nam Spoleto.
Thành phố nằm bên tuyến đường ray giữa Roma và Ancona.

## Cư dân nổi bật
- Hoàng đế La Mã Tacitus
- Saint Valentine
- Francesco Angeloni
- Anastasio De Filis
- Giulio Briccialdi
- Alessandro Casagrande
- Libero Liberati
- Mario Umberto Borzacchini
- Orneore Metelli
- Aurelio De Felice
- Cesare Bazzani